# UEFA-stadionclassificatie
UEFA-stadionclassificatie is een classificatie voor Europese voetbalstadions, toegekend door de UEFA. 

## Categorieën
Sinds 2006 wordt er gewerkt met vier categorieën. Per categorie is omschreven aan welke voorwaarden een stadion moet voldoen. 
| Criterium                                       | Categorie 1                           | Categorie 2                           | Categorie 3                                 | Categorie 4                                     |
| ----------------------------------------------- | ------------------------------------- | ------------------------------------- | ------------------------------------------- | ----------------------------------------------- |
| Grootte van het veld                            | 100 tot 105 m lang, 64 tot 68 m breed | 100 tot 105 m lang, 64 tot 68 m breed | 105 m lang, 68 m breed                      | 105 m lang, 68 m breed                          |
| Minimale grootte kleedkamer scheidsrechter      | N.v.t.                                | N.v.t.                                | 20 m2                                       | 20 m2                                           |
| Minimale lichtsterkte                           | Aangepast aan omroep                  | 800 lux, naar vaste camera's          | 1400 lux, in de richting van vaste camera's | 1400 lux, in alle richtingen                    |
| Parkeerplaatsen voor vips                       | 20                                    | 50                                    | 100                                         | 150                                             |
| Staande toeschouwers toegestaan                 | Ja                                    | Nee                                   | Nee                                         | Nee                                             |
| Minimale capaciteit zittende toeschouwers       | 200                                   | 1,500                                 | 4,500                                       | 8,000                                           |
| Minimum vipzitplaatsen                          | 50                                    | 100                                   | 250                                         | 500                                             |
| Zitplaatsen voor tegenstander (geen supporters) | 10                                    | 20                                    | 50                                          | 100                                             |
| Grootte vipruimte                               | N.v.t.                                | N.v.t.                                | N.v.t.                                      | 400 m2                                          |
| Minimum grootte werkruimte media                | 50 m2                                 | 100 m2 voor 50 personen               | 100 m2 voor 50 personen                     | 200 m2 voor 75 personen                         |
| Minimaal aantal fotografen                      | N.v.t.                                | N.v.t.                                | 15                                          | 25                                              |
| Minimum ruimte op cameraplatform                | 4 m2 voor ten minste 1 camera         | 6 m2 voor 2 camera's                  | 6 m2 voor 2 camera's                        | 10 m2 voor 4 camera's                           |
| Minimaal aantal zitplaatsen in de persruimte    | 20, 5 met tafel                       | 20, 10 met tafel                      | 50, 25 met tafel                            | 100, 50 met tafel                               |
| Minimaal aantal zitplaatsen voor commentatoren  | 2                                     | 3                                     | 5                                           | 25                                              |
| Minimaal aantal tv-studio's                     | 1 ruimte die veranderd kan worden     | 1                                     | 2                                           | 2, waarvan ten minste één met zicht op het veld |
| Minimaal aantal interview posities              | N.v.t.                                | N.v.t.                                | N.v.t.                                      | 4                                               |
| Minimale grootte van uitzendgebied              | 100 m2                                | 200 m2                                | 200 m2                                      | 1,000 m2                                        |
| Minimaal aantal zitplaatsen in de persruimte    | Ten minste 1                          | 30                                    | 50                                          | 75                                              |

## Verleden
In het verleden werd er door de UEFA gewerkt met een sterrenclassificatie. 

### Vijf sterren
Voor iedereen:
- De bewegwijzering is modern en efficiënt.
- Er zijn acceptabele sanitaire voorzieningen.
- Er is een internationale luchthaven in de omgeving.
- Er zijn voldoende overnachtingsmogelijkheden in de omgeving.

Voor de toeschouwers:
- Er is plaats voor 50.000 toeschouwers.
- Tribunes hebben een hek aan de veldzijde.

Voor ploegen en scheidsrechters:
- Er zijn geschikte kleedkamers voor beide ploegen en voor de scheidsrechters.
- Er is een rechtstreekse en beschermde verbinding tussen veld, kleedkamers en ingang/uitgang.
- Er is een geschikte ruimte voor dopingtests.
- Er is een geschikte ontvangstruimte voor UEFA-delegatie, -scheidsrechter en -waarnemer.

Voor bijzondere gasten:
- Er zijn plaatsen voor tv-camera's, tv-studio's en er is werkruimte voor journalisten.
- Vip-units en -ontspanningsruimten zijn aanwezig.

Technische eisen:
- Het voetbalveld is 105 bij 68 meter.
- De kunstlichtinstallatie levert ten minste 1400 lux in de richting van het speelveld, en 1000 lux in de andere richtingen.
- Het stadion heeft een noodvoorziening voor de verlichting, waarmee de wedstrijd verder kan gaan als de hoofdstroomvoorziening uitvalt.
- Er is een camera- en monitorsysteem met controleruimte in het stadion.

#### In Nederland
- Johan Cruijff ArenA (Ajax), te Amsterdam
- De Kuip (Feyenoord), te Rotterdam

### Vier sterren
Stadions met een capaciteit van minimaal rond de 25.000 toeschouwers, maar minder dan 50.000, en verder alle voorzieningen hebben die in de lijst staan van de vijfsterrenstadions.

#### In Nederland
- Philips Stadion (PSV), te Eindhoven
- De Grolsch Veste (FC Twente), te Enschede
- Euroborg (FC Groningen), te Groningen
- Abe Lenstra Stadion (sc Heerenveen), te Heerenveen
- GelreDome (Vitesse Arnhem), te Arnhem
- AFAS Stadion  (AZ Alkmaar), te Alkmaar
- Bingoal Stadion (ADO Den Haag), te Den Haag
- Stadion Galgenwaard (FC Utrecht), te Utrecht

#### In België
- Luminus Arena (KRC Genk), te Genk
- Lotto Park (RSC Anderlecht), te Brussel